# Концепції класичного університету
Концепції класичного університету — система поглядів на принципи організації університету.

## Основні концепції
Загалом вирізняються чотири концепції університету:
- наполеонівська (французька)
- гумбольдтівська (німецька)
- ньюманівська (англійська)
- американська

Згідно з німецькою моделлю університет повинен бути налаштований виключно на пізнання всієї повноти знань та осягнення істини, мусить вчити мисленню, а не професії і характеризуватись поєднанням навчання і наукових досліджень.
Згідно з англійською моделлю університет також не повинен служити вузько практичним інтересам, а лише пізнанню задля осягнення самої істини. Від німецької моделі різнить його деяке відокремлення навчання від наукових досліджень, а також переконання, що університет повинен займатися лише навчанням і вихованням доброї і мудрої людини.
Відповідно до американської концепції університету його головною метою є виховання інтелектуальних піонерів для служіння суспільному поступу і, обов'язково, тісне поєднання навчання і наукових досліджень в глибокім переконанні, що лише викладачі, які ведуть наукові дослідження, мають достатній потенціал творчості, щоб забезпечити інтелектуальний розвиток молоді, яку вони навчають. Університет має бути місцем, де завершується навчання теорії, яка розуміється як засіб розвитку цивілізації.
Відповідно французькій концепції, різко відмінній від вище представлених, університет розумівся як місце навчання спеціалістів для державної служби.
У таких різних взірцях університету повинні були виявитись також різні традиції, зокрема способи організації вищої школи. Основні відмінності кожного з них:
Німецька (гумбольдтівська) система:
- академічна свобода;
- незаангажованість науки;
- концентрація на дослідженнях;
- внутрішній саморозвиток.

Англійська (ньюманівська) система:
- розвиток особистості як головна мета діяльності;
- центральне значення академічної спільноти;
- важливість читання лекцій як способу навчання.

Американська система:
- служіння суспільству як підстава функціонування;
- відкритість;
- рівновага між цілями загальними і ринковими.

Французька (наполеонівська) система:
- публічний характер університетів і сильний вплив на них держави;
- концентрація на навчанні, що спричинює окрему організацію досліджень;
- керівництво університету встановлюється урядом;
- законодавче регулювання програм навчання.

Звичайно, жодна з представлених моделей не виступає в Європі в чистому вигляді, а інституції вищої освіти є певною комбінацією щонайменше двох з них (в різній пропорції). Українська традиція вищої освіти, виходячи з базових характеристик європейських систем (більшою мірою німецької та англійської), мала також свої особливості. Також була, зокрема, сильна гуманітарна спрямованість академічної підготовки. Незалежно від моделі, що домінує в такій комбінації, в різних країнах роль університету базується на кількох основних елементах: навчання молоді, наукові дослідження, формування вартостей і надання послуг суспільному оточенню.

## Різновиди концепцій
Водночас у сучасному світі не існує однієї спільної загальноприйнятої концепції університету. Різнорідність тут величезна: від велетенських відкритих університетів, в яких за дистанційними методиками навчаються сотні тисяч студентів до малих університетів із кількасотрічними традиціями. Деякі ВНЗ мають міжнародний статус і студентів з усього світу, а інші зосереджені на підготовці спеціалістів для свого регіону. Деякі мають видатні досягнення в наукових дослідженнях, інші займаються головним чином навчанням; саме навчання може мати або професійний характер, або бути більше теоретичним. Суттєвим стає нині визначення, як розрізняти академічну вищу школу з посеред багатьох інших навчальних закладів у сфері освіти.